# Delias lewini
Delias lewini is een vlindersoort uit de familie van de Pieridae (witjes), onderfamilie Pierinae.
Delias lewini werd in 1827 beschreven door Thon.